# Campeonato Europeo de Esgrima de 2009
El XXII Campeonato Europeo de Esgrima se realizó en Plovdiv (Bulgaria) entre el 14 y el 19 de julio de 2009 bajo la organización de la Confederación Europea de Esgrima (CEE) y la Federación Búlgara de Esgrima.
Las competiciones se realizaron en las instalaciones de la Feria Internacional de la ciudad búlgara.

## Países participantes
Participaron en total 401 tiradores (236 hombres y 165 mujeres) de 39 federaciones nacionales afiliadas a la CEE.
| - Alemania (12/12) - Armenia (3/-) - Austria (4/2) - Azerbaiyán (3/1) - Bélgica (1/1) - Bielorrusia (12/-) - Bulgaria (10/6) - Croacia (3/-) - Dinamarca (7/-) | - Eslovaquia (1/1) - España (12/7) - Estonia (4/4) - Finlandia (1/2) - Francia (12/12) - Georgia (8/-) - Grecia (2/2) - Hungría (12/12) - Irlanda (-/1) - Islandia (-/3) | - Israel (10/2) - Italia (12/12) - Letonia (2/1) - Lituania (3/3) - Luxemburgo (-/1) - Macedonia del Norte (1/-) - Moldavia (1/-) - Noruega (4/-) - Países Bajos (5/1) - Polonia (12/12) | - Portugal (7/2) - Reino Unido (9/6) - República Checa (4/2) - Rumania (12/12) - Rusia (12/12) - Serbia (4/4) - Suecia (3/4) - Suiza (4/4) - Turquía (12/8) - Ucrania (12/12) |

## Medallistas

### Masculino
| Evento                      | Oro                                                                           | Plata                                                                               | Bronce                                                                                |
| --------------------------- | ----------------------------------------------------------------------------- | ----------------------------------------------------------------------------------- | ------------------------------------------------------------------------------------- |
| Florete individual (15.07)  | Andrea Baldini · Italia                                                       | Richard Kruse Reino Unido                                                           | André Weßels · Alemania · Laurence Halsted · Reino Unido                              |
| Florete por equipos (18.07) | Andrea Baldini · Stefano Barrera · Andrea Cassarà · Simone Vanni · Italia     | Renal Ganeyev · Alexei Jovanski · Artiom Sedov · Alexandr Stukalin · Rusia          | Sebastian Bachmann · Peter Joppich · Benjamin Kleibrink · Dominik Behr · Alemania     |
| Espada individual (16.07)   | Sven Schmid · Alemania                                                        | Ulrich Robeiri Francia                                                              | Gábor Boczkó · Hungría · Gauthier Grumier · Francia                                   |
| Espada por equipos (19.07)  | Gábor Boczkó · Géza Imre · Péter Somfai · András Rédli · Hungría              | Max Heinzer · Fabian Kauter · Michael Kauter · Benjamin Steffen · Suiza             | Alfredo Rota · Diego Confalonieri · Matteo Tagliariol · Francesco Martinelli · Italia |
| Sable individual (14.07)    | Veniamin Reshetnikov · Rusia                                                  | Julien Pillet Francia                                                               | Giampiero Pastore · Italia · Björn Hübner · Alemania                                  |
| Sable por equipos (17.07)   | Giampiero Pastore · Aldo Montano · Luigi Tarantino · Diego Occhiuzzi · Italia | Alexandru Sirițeanu · Cosmin Hănceanu · Rareș Dumitrescu · Florin Zalomir · Rumania | Julien Pillet Nicolas Lopez Vincent Anstett Boladé Apithy Francia                     |

### Femenino
| Evento                      | Oro                                                                                 | Plata                                                                                        | Bronce                                                                  |
| --------------------------- | ----------------------------------------------------------------------------------- | -------------------------------------------------------------------------------------------- | ----------------------------------------------------------------------- |
| Florete individual (14.07)  | Valentina Vezzali · Italia                                                          | Katja Wächter · Alemania                                                                     | Gabriella Varga · Hungría · Arianna Errigo · Italia                     |
| Florete por equipos (17.07) | Valentina Vezzali · Arianna Errigo · Ilaria Salvatori · Elisa Di Francisca · Italia | Aida Shanayeva · Kamila Gafurzianova · Yuliya Biriukova · Olga Lobyntseva · Rusia            | Corinne Maîtrejean Astrid Guyart Virginie Ujlaky Mélanie Moumas Francia |
| Espada individual (15.07)   | Britta Heidemann · Alemania                                                         | Anna Sivkova · Rusia                                                                         | Laura Flessel-Colovic · Francia · Yana Shemiakina · Ucrania             |
| Espada por equipos (18.07)  | Simona Alexandru · Ana Maria Brânză · Iuliana Măceșeanu · Anca Măroiu · Rumania     | Małgorzata Bereza · Danuta Dmowska-Andrzejuk · Renata Knapik · Magdalena Piekarska · Polonia | Éléonore Evéquoz · Tiffany Géroudet · Sophie Lamon · Simone Näf · Suiza |
| Sable individual (16.07)    | Olha Jarlan · Ucrania                                                               | Yekaterina Diachenko · Rusia                                                                 | Solène Mary · Francia · Halyna Pundyk · Ucrania                         |
| Sable por equipos (19.07)   | Olha Jarlan · Halyna Pundyk · Olha Zhovnir · Olena Jomrova · Ucrania                | Yekaterina Diachenko · Svetlana Kormilitsyna · Sofia Velikaya · Yuliya Gavrilova · Rusia     | Ilaria Bianco · Irene Vecchi · Gioia Marzocca · Livia Stagni · Italia   |

## Medallero
| Núm. | País        | Oro | Plata | Bronce | Total |
| ---- | ----------- | --- | ----- | ------ | ----- |
| 1    | Italia      | 5   | 0     | 4      | 9     |
| 2    | Alemania    | 2   | 1     | 3      | 6     |
| 3    | Ucrania     | 2   | 0     | 2      | 4     |
| 4    | Rusia       | 1   | 5     | 0      | 6     |
| 5    | Rumania     | 1   | 1     | 0      | 2     |
| 6    | Hungría     | 1   | 0     | 2      | 3     |
| 7    | Francia     | 0   | 2     | 5      | 7     |
| 8    | Reino Unido | 0   | 1     | 1      | 2     |
| 8    | Suiza       | 0   | 1     | 1      | 2     |
| 10   | Polonia     | 0   | 1     | 0      | 1     |
|      | TOTAL       | 12  | 12    | 18     | 42    |